# Austria na Zimowych Igrzyskach Olimpijskich 1960
Austrię na Zimowych Igrzyskach Olimpijskich 1960 reprezentowało 26 zawodników.

## Zdobyte medale
| Medal  | Zawodnik         | Dyscyplina            | Konkurencja                        |
| ------ | ---------------- | --------------------- | ---------------------------------- |
| Złoto  | Ernst Hinterseer | Narciarstwo alpejskie | slalom mężczyzn                    |
| Srebro | Josef Stiegler   | Narciarstwo alpejskie | gigant slalom mężczyzn             |
| Srebro | Mathias Leitner  | Narciarstwo alpejskie | slalom mężczyzn                    |
| Brąz   | Ernst Hinterseer | Narciarstwo alpejskie | gigant slalom mężczyzn             |
| Brąz   | Traudl Hecher    | Narciarstwo alpejskie | zjazd kobiet                       |
| Brąz   | Otto Leodolter   | Skoki narciarskie     | indywidualnie na skoczni normalnej |

## Skład kadry

### Kombinacja norweska
Mężczyźni
| Zawodnik        | Konkurencja   | Bieg narciarski | Bieg narciarski | Bieg narciarski | Skoki narciarskie | Skoki narciarskie | Skoki narciarskie | Skoki narciarskie | Skoki narciarskie | Skoki narciarskie | Skoki narciarskie | Skoki narciarskie | Łącznie | Pozycja |
| Zawodnik        | Konkurencja   | Czas biegu      | Pozycja         | Punkty          | Skok 1            | Nota              | Skok 2            | Nota              | Skok 3            | Nota              | Punkty            | Pozycja           | Łącznie | Pozycja |
| --------------- | ------------- | --------------- | --------------- | --------------- | ----------------- | ----------------- | ----------------- | ----------------- | ----------------- | ----------------- | ----------------- | ----------------- | ------- | ------- |
| Alois Leodolter | Indywidualnie | 1:06:21,9       | 25.             | 209,484         | 60,5              | 103,0             | 63,0              | 102,5             | 62,5              | 102,5             | 205,5             | 14.               | 414,984 | 21.     |

### Łyżwiarstwo figurowe
| Zawodnik                | Konkurencja   | Nota                     | Pozycja                  |
| ----------------------- | ------------- | ------------------------ | ------------------------ |
| Regine Heitzer          | Solistki      | 1327,9                   | 7.                       |
| Karin Frohner           | Solistki      | 1266,0                   | 9.                       |
| Peter Jonas             | Soliści       | 1213,2                   | 13.                      |
| Norbert Felsinger       | Soliści       | Nie ukończył konkurencji | Nie ukończył konkurencji |
| Diana Hinko Heinz Döpfl | Pary sportowe | 69,8                     | 8.                       |

### Łyżwiarstwo szybkie
Mężczyźni
| Zawodnik          | Konkurencja   | Konkurencja   | Konkurencja        | Konkurencja        | Konkurencja    | Konkurencja    | Konkurencja      | Konkurencja      |
| Zawodnik          | Bieg na 500 m | Bieg na 500 m | Bieg na 1500 m     | Bieg na 1500 m     | Bieg na 5000 m | Bieg na 5000 m | Bieg na 10 000 m | Bieg na 10 000 m |
| Zawodnik          | Czas          | Miejsce       | Czas               | Miejsce            | Czas           | Miejsce        | Czas             | Miejsce          |
| ----------------- | ------------- | ------------- | ------------------ | ------------------ | -------------- | -------------- | ---------------- | ---------------- |
| Franz Offenberger | 43,0          | 29.           | Nie ukończył biegu | Nie ukończył biegu | 8:38,20        | 29.            |                  |                  |
| Hermann Strutz    | 44,4          | 40.           | 2:19,4             | 24.                | 8:21,9         | 18.            | 17:06,5          | 19.              |

### Narciarstwo alpejskie
Mężczyźni
| Zawodnik           | Konkurencja | Konkurencja | Konkurencja   | Konkurencja   | Konkurencja         | Konkurencja         | Konkurencja      | Konkurencja      |
| Zawodnik           | Zjazd       | Zjazd       | Slalom gigant | Slalom gigant | Slalom specjalny    | Slalom specjalny    | Slalom specjalny | Slalom specjalny |
| Zawodnik           | Czas        | Pozycja     | Czas          | Pozycje       | Czas 1-go przejazdu | Czas 2-go przejazdu | Czas łączny      | Pozycja          |
| ------------------ | ----------- | ----------- | ------------- | ------------- | ------------------- | ------------------- | ---------------- | ---------------- |
| Karl Schranz       | 2:09,2      | 7.          | 1:50,8        | 7.            |                     |                     |                  |                  |
| Egon N. Zimmermann | 2:09,8      | 10.         |               |               |                     |                     |                  |                  |
| Josef Stiegler     | 2:13,1      | 15.         | 1:48,7        | srebro        | 1:11,5              | 59,6                | 2:11,1           | 5.               |
| Anderl Molterer    | 2:15,1      | 19.         | 1:51,6        | 12.           |                     |                     |                  |                  |
| Ernst Hinterseer   |             |             | 1:49,1        | brąz          | 1:10,7              | 58,2                | 2:08,9           | złoto            |
| Hias Leitner       |             |             |               |               | 1:11,1              | 59,2                | 2:10,3           | srebro           |
| Ernst Oberaigner   |             |             |               |               | Dyskwalifikacja     |                     |                  |                  |

Kobiety
| Zawodniczka          | Konkurencja     | Konkurencja     | Konkurencja     | Konkurencja     | Konkurencja         | Konkurencja         | Konkurencja               | Konkurencja               |
| Zawodniczka          | Zjazd           | Zjazd           | Slalom gigant   | Slalom gigant   | Slalom specjalny    | Slalom specjalny    | Slalom specjalny          | Slalom specjalny          |
| Zawodniczka          | Czas            | Pozycja         | Czas            | Pozycja         | Czas 1-go przejazdu | Czas 2-go przejazdu | Czas łączny               | Pozycja                   |
| -------------------- | --------------- | --------------- | --------------- | --------------- | ------------------- | ------------------- | ------------------------- | ------------------------- |
| Traudl Hecher        | 1:38,9          | brąz            | 1:46,7          | 25.             | 58,6                | Dyskwalifikacja     | Nie ukończyła konkurencji | Nie ukończyła konkurencji |
| Erika Netzer         | 1:41,1          | 8.              | Dyskwalifikacja | Dyskwalifikacja |                     |                     |                           |                           |
| Josefine Frandl      | 2:11,6          | 39.             | 1:45,7          | 21.             | 59,2                | 1:03,8              | 2:03,0                    | 16.                       |
| Herlinde Beutlhauser | Dyskwalifikacja | Dyskwalifikacja |                 |                 |                     |                     |                           |                           |
| Hilde Hofherr        |                 |                 | 1:41,9          | 9.              | 59,0                | 59,0                | 1:58,0                    | 5.                        |
| Marianne Jahn-Nutt   |                 |                 |                 |                 | 55,5                | Dyskwalifikacja     | Nie ukończyła konkurencji | Nie ukończyła konkurencji |

### Skoki narciarskie
Mężczyźni
| Skoczek           | Skok 1    | Skok 1 | Skok 2    | Skok 2 | Nota  | Pozycja |
| Skoczek           | odległość | Nota   | odległość | Nota   | Nota  | Pozycja |
| ----------------- | --------- | ------ | --------- | ------ | ----- | ------- |
| Otto Leodolter    | 88,5      | 107,6  | 83,5      | 111,8  | 219,4 | brąz    |
| Albin Plank       | 87,5      | 105,3  | 75,5      | 101,4  | 206,7 | 14.     |
| Walter Steinegger | 87,5      | 103,3  | 79,5      | 102,6  | 205,9 | 16.     |
| Willi Egger       | 78,5      | 88,1   | 76,0      | 97,3   | 185,4 | 34.     |